# Rue de la Durantière
La rue de la Durantière est une rue de Nantes, en France.

## Caractéristiques
La rue de la Durantière est une voie de l'ouest de Nantes : elle débute sur la rue du Corps-de-Garde, dans le prolongement de la rue des Renardières et se termine à la limite entre Nantes et Saint-Herblain, sur le boulevard du Tertre. S'étendant globalement d'est en ouest, elle mesure environ 720 m de long.
Outre ses extrémités, elle rencontre successivement les rues de Genève, Jean-Bouin, de Floride, Baptiste-Marcet, de Thoiry, de l'Ouche-Cormier et l'impasse de la Durantière.
La rue donne son nom au micro-quartier de la Durantière.

## Historique
Jusqu'à la fin du XIXe siècle, la lieu correspondant à la rue de la Durantière est une zone maraîchère, bien en dehors de la zone urbaine de Nantes ; la Durantière est alors un simple village. Sur les cartes d'état-major du XIXe siècle, un simple chemin suit le tracé de la rue actuel : il traverse une zone rurale, comportant très peu d'habitations.
La ville de Nantes s'étend progressivement vers l'ouest à partir du XIXe siècle. Le coin fait administrativement partie de la commune de Chantenay-sur-Loire jusqu'en 1908, date de son annexion par Nantes. Dans les années 1920, le promoteur Alfred Ollive fait construire le vélodrome Petit-Breton, qui donne directement sur la rue de la Durantière ; dans les annés qui suivent, il réalise le lotissement des terrains dont il est le propriétaire, des deux côtés de la rue.